# 符腾堡-巴登
符騰堡-巴登（德語：Württemberg-Baden）是一個由美國占領軍於1945年在美國和法國占領區之間劃分了先前的巴登共和國和符騰堡自由人民邦後創建的德意志聯邦共和國州。 1952年，符騰堡-巴登與符騰堡-霍亨索倫和南巴登合併為了如今的巴登-符騰堡州。